# Erechtites minimus
Erechtites minimus là một loài thực vật có hoa trong họ Cúc. Loài này được (Poir.) DC. mô tả khoa học đầu tiên năm 1837.